# Dubai Tennis Championships 2014
Dubai Tennis Championships 2014 (також відомий під назвою Dubai Duty Free Tennis Championships 2014 за назвою спонсора) - чоловічий і жіночий тенісний турнір, що проходив на кортах з твердим покриттям Aviation Club Tennis Centre у Дубаї (ОАЕ). Належав до серії 500 у рамках Туру ATP 2014, а також серії Premier у рамках Туру WTA 2014. Жіночий турнір тривав з 17 до 22 лютого, а чоловічий - з 24 лютого до 1 березня 2014 року.

## Очки і призові

### Нарахування очок
| Дисципліна                 | П   | Ф   | ПФ  | ЧФ  | 1/8 | 1/16 | Q   | Q3  | Q2  | Q1  |
| Одиночний розряд, чоловіки | 500 | 300 | 180 | 90  | 45  | 0    | 20  | 10  | 0   | Н/Д |
| Парний розряд, чоловіки    | 500 | 300 | 180 | 90  | Н/Д | 0    | 20  | 0   | 0   | Н/Д |
| Одиночний розряд, жінки    | 470 | 305 | 185 | 100 | 55  | 1    | 25  | 18  | 13  | 1   |
| Парний розряд, жінки       | 470 | 305 | 185 | 100 | 1   | Н/Д  | Н/Д | Н/Д | Н/Д | Н/Д |

### Призові гроші
| Дисципліна                 | П        | Ф        | ПФ       | ЧФ      | 1/8     | 1/16    | Q3     | Q2     | Q1     |
| Одиночний розряд, чоловіки | $465,830 | $210,020 | $99,480  | $48,005 | $24,475 | $13,460 | $1,515 | $835   | Н/Д    |
| Парний розряд, чоловіки *  | $137,620 | $62,090  | $29,280  | $14,150 | $7,270  | Н/Д     | Н/Д    | Н/Д    | Н/Д    |
| Одиночний розряд, жінки    | $471,841 | $251,648 | $135,064 | $34,891 | $18,712 | $11,888 | $5,387 | $2,835 | $1,607 |
| Парний розряд, жінки *     | $71,820  | $37,801  | $20,791  | $10,584 | $5,736  | Н/Д     | Н/Д    | Н/Д    | Н/Д    |

* на пару

## Учасники основної сітки в одиночному розряді

### Сіяні
| Країна    | Гравець                | Рейтинг1 | Сіяний |
| --------- | ---------------------- | -------- | ------ |
| Сербія    | Новак Джокович         | 2        | 1      |
| Аргентина | Хуан Мартін дель Потро | 5        | 2      |
| Чехія     | Томаш Бердих           | 6        | 3      |
| Швейцарія | Роджер Федерер         | 8        | 4      |
| Франція   | Жо-Вілфрід Тсонга      | 10       | 5      |
| Росія     | Михайло Южний          | 16       | 6      |
| Німеччина | Філіпп Кольшрайбер     | 25       | 7      |
| Росія     | Дмитро Турсунов        | 28       | 8      |

- Рейтинг подано станом на 17 лютого 2014.

### Інші учасники
Нижче наведено учасників, які отримали вайлдкард на участь в основній сітці:
- Сомдев Девварман
- Малік Джазірі
- Джеймс Ворд

Нижче наведено гравців, які пробились в основну сітку через стадію кваліфікації:
- Маріус Копіл
- Тіємо де Баккер
- Лукаш Лацко
- Адріан Унгур

### Завершили кар'єру
- Хуан Мартін дель Потро (травма зап'ястка)

### Відмовились від участі
Під час турніру
- Микола Давиденко (травма лівого ребра)
- Михайло Южний (хвороба)

## Учасники основної сітки в парному розряді

### Сіяні
| Країна   | Гравець            | Країна   | Гравець              | Рейтинг1 | Сіяний |
| -------- | ------------------ | -------- | -------------------- | -------- | ------ |
| Канада   | Деніел Нестор      | Сербія   | Ненад Зімоньїч       | 30       | 1      |
| Індія    | Роган Бопанна      | Пакистан | Айсам-уль-Хак Куреші | 36       | 2      |
| Польща   | Маріуш Фирстенберг | Польща   | Марцін Матковський   | 42       | 3      |
| Хорватія | Іван Додіг         | Росія    | Михайло Южний        | 69       | 4      |

- Рейтинг подано станом на 17 лютого 2014.

### Інші учасники
Нижче наведено пари, які отримали вайлдкард на участь в основній сітці:
- Omar Alawadhi /  Hamad Abbas Janahi
- Новак Джокович /  Carlos Gómez-Herrera

Нижче наведено пари, що пробились в основну сітку через стадію кваліфікації:
- Микола Давиденко /  Віктор Генеску

### Знялись з турніру
Під час турніру
- Хуан Мартін дель Потро (травма зап'ястка)

## Учасниці основної сітки в одиночному розряді

### Сіяні
| Країна    | Гравчиня           | Рейтинг1 | Сіяна |
| --------- | ------------------ | -------- | ----- |
| США       | Серена Вільямс     | 1        | 1     |
| Польща    | Агнешка Радванська | 4        | 2     |
| Чехія     | Петра Квітова      | 6        | 3     |
| Італія    | Сара Еррані        | 7        | 4     |
| Сербія    | Єлена Янкович      | 8        | 5     |
| Німеччина | Анджелік Кербер    | 9        | 6     |
| Румунія   | Сімона Халеп       | 10       | 7     |
| Данія     | Каролін Возняцкі   | 11       | 8     |

- Рейтинг подано станом на 10 лютого 2014.

### Інші учасниці
Нижче наведено учасниць, які отримали вайлдкард на участь в основній сітці:
- Надія Петрова
- Серена Вільямс[1]
- Вінус Вільямс[1]

Нижче наведено гравчинь, які пробились в основну сітку через стадію кваліфікації:
- Анніка Бек
- Флавія Пеннетта
- Кароліна Плішкова
- Марина Заневська

### Відмовились від участі
До початку турніру
- Світлана Кузнецова → її замінила Алізе Корне

### Знялись
- Сімона Халеп (травма правого гомілковостопного суглоба)

## Учасниці основної сітки в парному розряді

### Сіяні
| Країна   | Гравчиня          | Країна   | Гравчиня           | Рейтинг1 | Сіяна |
| -------- | ----------------- | -------- | ------------------ | -------- | ----- |
| Італія   | Сара Еррані       | Італія   | Роберта Вінчі      | 2        | 1     |
| Росія    | Катерина Макарова | Росія    | Олена Весніна      | 12       | 2     |
| Чехія    | Квета Пешке       | Словенія | Катарина Среботнік | 17       | 3     |
| Зімбабве | Кара Блек         | Індія    | Саня Мірза         | 22       | 4     |

- Рейтинг подано станом на 10 лютого 2014.

### Інші учасниці
Нижче наведено пари, які отримали вайлдкард на участь в основній сітці:
- Кірстен Фліпкенс /  Петра Квітова
- Флавія Пеннетта /  Саманта Стосур
- Серена Вільямс /  Вінус Вільямс

### Відмовились від участі
До початку турніру
- Крістина Плішкова (проблема з візою)

## Переможці та фіналісти

### Одиночний розряд, чоловіки
- Роджер Федерер —  Томаш Бердих, 3–6, 6–4, 6–3

### Одиночний розряд, жінки
- Вінус Вільямс —  Алізе Корне, 6–3, 6–0

### Парний розряд, чоловіки
- Роган Бопанна /  Айсам-уль-Хак Куреші —  Деніел Нестор /  Ненад Зімоньїч, 6–4, 6–3

### Парний розряд, жінки
- Алла Кудрявцева /  Анастасія Родіонова —  Ракель Копс-Джонс /  Абігейл Спірс, 6–2, 5–7, [10–8]